# NASCAR Winston Cup 1983
De NASCAR Winston Cup 1983 was het 35e seizoen van het belangrijkste NASCAR kampioenschap dat in de Verenigde Staten gehouden wordt. Het seizoen startte op 20 februari met de Daytona 500 en eindigde op 20 november met de Winston Western 500. Bobby Allison won het kampioenschap. De trofee rookie of the year werd uitgereikt aan Sterling Marlin.

## Races
Top drie resultaten, exhibitie- en kwalificatiewedstrijden staan niet vermeld.
| #  | Datum  | Race                       | Circuit                         | Winnaar         | Tweede          | Derde           |
| 1  | 20-feb | Daytona 500                | Daytona International Speedway  | Cale Yarborough | Bill Elliott    | Buddy Baker     |
| 2  | 27-feb | Richmond 400               | Richmond International Raceway  | Bobby Allison   | Dale Earnhardt  | Neil Bonnett    |
| 3  | 13-mrt | Carolina 500               | North Carolina Speedway         | Richard Petty   | Bill Elliott    | Darrell Waltrip |
| 4  | 27-mrt | Coca-Cola 500              | Atlanta Motor Speedway          | Cale Yarborough | Neil Bonnett    | Buddy Baker     |
| 5  | 10-apr | TranSouth 500              | Darlington Raceway              | Harry Gant      | Darrell Waltrip | Mark Martin     |
| 6  | 17-apr | Northwestern Bank 400      | North Wilkesboro Speedway       | Darrell Waltrip | Bobby Allison   | Harry Gant      |
| 7  | 24-apr | Virginia National Bank 500 | Martinsville Speedway           | Darrell Waltrip | Harry Gant      | Bobby Allison   |
| 8  | 1-mei  | Winston 500                | Talladega Superspeedway         | Richard Petty   | Benny Parsons   | Lake Speed      |
| 9  | 7-mei  | Marty Robbins 420          | Music City Motorplex            | Darrell Waltrip | Bobby Allison   | Harry Gant      |
| 10 | 15-mei | Mason-Dixon 500            | Dover International Speedway    | Bobby Allison   | Darrell Waltrip | Joe Ruttman     |
| 11 | 21-mei | Valleydale 500             | Bristol Motor Speedway          | Darrell Waltrip | Bobby Allison   | Morgan Shepherd |
| 12 | 29-mei | World 600                  | Charlotte Motor Speedway        | Neil Bonnett    | Richard Petty   | Bobby Allison   |
| 13 | 5-jun  | Budweiser 400              | Riverside International Raceway | Ricky Rudd      | Bill Elliott    | Harry Gant      |
| 14 | 12-jun | Van Scoy Diamond Mines 500 | Pocono Raceway                  | Bobby Allison   | Darrell Waltrip | Richard Petty   |
| 15 | 19-jun | Gabriel 400                | Michigan International Speedway | Cale Yarborough | Bobby Allison   | Tim Richmond    |
| 16 | 4-jul  | Firecracker 400            | Daytona International Speedway  | Buddy Baker     | Morgan Shepherd | David Pearson   |
| 17 | 16-jul | Busch Nashville 420        | Music City Motorplex            | Dale Earnhardt  | Darrell Waltrip | Tim Richmond    |
| 18 | 24-jul | Like Cola 500              | Pocono Raceway                  | Tim Richmond    | Darrell Waltrip | Bobby Allison   |
| 19 | 31-jul | Talladega 500              | Talladega Superspeedway         | Dale Earnhardt  | Darrell Waltrip | Tim Richmond    |
| 20 | 21-aug | Champion Spark Plug 400    | Michigan International Speedway | Cale Yarborough | Darrell Waltrip | Bill Elliott    |
| 21 | 27-aug | Busch 500                  | Bristol Motor Speedway          | Darrell Waltrip | Dale Earnhardt  | Bobby Allison   |
| 22 | 5-sep  | Southern 500               | Darlington Raceway              | Bobby Allison   | Bill Elliott    | Darrell Waltrip |
| 23 | 11-sep | Wrangler Sanfor-Set 400    | Richmond International Raceway  | Bobby Allison   | Ricky Rudd      | Darrell Waltrip |
| 24 | 18-sep | Budweiser 500              | Dover International Speedway    | Bobby Allison   | Geoff Bodine    | Tim Richmond    |
| 25 | 25-sep | Goody's 500                | Martinsville Speedway           | Ricky Rudd      | Bobby Allison   | Darrell Waltrip |
| 26 | 2-okt  | Holly Farms 400            | North Wilkesboro Speedway       | Darrell Waltrip | Dale Earnhardt  | Bobby Allison   |
| 27 | 9-okt  | Miller High Life 500       | Charlotte Motor Speedway        | Richard Petty   | Darrell Waltrip | Benny Parsons   |
| 28 | 30-okt | American 500               | North Carolina Speedway         | Terry Labonte   | Tim Richmond    | Ricky Rudd      |
| 29 | 6-nov  | Atlanta Journal 500        | Atlanta Motor Speedway          | Neil Bonnett    | Buddy Baker     | Bobby Allison   |
| 30 | 20-nov | Winston Western 500        | Riverside International Raceway | Bill Elliott    | Benny Parsons   | Neil Bonnett    |

## Eindstand - Top 10
| 1  | Bobby Allison   | 4667 |
| 2  | Darrell Waltrip | 4620 |
| 3  | Bill Elliott    | 4279 |
| 4  | Richard Petty   | 4042 |
| 5  | Terry Labonte   | 4009 |
| 6  | Neil Bonnett    | 3837 |
| 7  | Harry Gant      | 3790 |
| 8  | Dale Earnhardt  | 3732 |
| 9  | Ricky Rudd      | 3693 |
| 10 | Tim Richmond    | 3592 |